# Carcelia olenensis
Carcelia olenensis là một loài ruồi trong họ Tachinidae.